# 詹姆斯·B·麦克里
詹姆斯·贝内特·麦克里（英語：James Bennett McCreary，1838年7月8日—1918年10月8日）是美国肯塔基州的律师和政治家，曾是该州在联邦国会两院的代表，并担任第27和第37任州长。从坎伯兰大学毕业后不久，他获委任为肯塔基第11骑兵队中唯一的少校，在南北战争期间受南军准将约翰·亨特·摩根指挥。战争结束后，他继续从事法律工作，于1869年当选州众议员，直至1875年，并两次成为众议院议长。1875年，肯塔基州民主党人提名麦克里竞选州长，他也在普选中轻取共和党对手约翰·马歇尔·哈伦。由于这一时期的肯塔基州仍在1873年经济恐慌的影响下未完全恢复，因此麦克里担任州长期间，主要的工作都在减轻州内贫困农民的困境。
1884年，麦克里当选联邦众议员并连任5次。他支持自由铸造银币，也是肯塔基州农业利益的捍卫者。经过两次参选联邦参议员失败后，他获得州长J·C·W·贝克汉姆的支持，于1902年获肯塔基州议会选举为联邦参议员。麦克里的参议员任期总体上平凡无奇，只任职一届就由贝克汉姆取代。不过，麦克里和贝克汉姆之间的裂痕只存在很短的时间，后者支持他在1911年再度竞选州长。
麦克里以渐进式改革作为竞选纲领5次在普选中战胜共和党候选人爱德华··奥里尔，成为肯塔基州第二套州长官邸的首位主人，也是唯一曾入主新旧两套官邸的州长。麦克里在第二个任期裡5次成功说服州议会允许女性在学校董事会选举中投票，并强制实行直接初选，建立肯塔基州公共事业委员会，并允许全州各县在是否禁酒的问题上自决。他还意识到大幅增加教育支出的重要性，并通过了强制入学法之类的改革提案，但没能通过法律对向两院游说的行为作出限制，也没能提供工伤赔偿方案。麦克里还是负责监管新州长官邸的五名委员会成员之一，对其建设方案产生很大的影响。他的任期在1916年结束，并于两年后逝世。麦克里第二次担任州长期间，肯塔基州以他的名字来为新组建的麦克雷里县命名。

## 早年生活和内战经历
詹姆斯·贝内特·麦克里于1838年7月8日在肯塔基州里士满出生，他的父亲叫埃德蒙··麦克里（Edmund R. McCreary），母亲叫萨布丽娜·麦克里（Sabrina McCreary），母亲的娘家姓叫贝内特（Bennett）。詹姆斯在当地的公共学校接受了早期教育，然后获位于丹维尔的美国中央大学录取，于1857年获得学士学位:105。接下来他很快进入位于田纳西州威尔逊县县城莱巴嫩的坎伯兰大学进修法律:118。1859年，他从坎伯兰大学获得法学士学位，并且是全班47名学生中的毕业生代表。获得律师执业资格后，他开始在里士满从事法律工作:119。
1862年8月29至30日的里士满战役结束后不久，麦迪逊县的邦联支持者大卫·沃勒·陈纳德（David Waller Chenault）来到里士满，为邦联筹建一个团。1862年，陈纳德获委任为上校，成为这支号称肯塔基第11骑兵队的团的指挥官。麦克维加入了骑兵队并成为其中唯一一名少校。肯塔基第11骑兵队立即就开始加入作战，执行侦察任务并打击游击队。部队组建仅三个月后就在赫斯维尔之役中帮助南军获得了一场胜利。1863年，骑兵队加入约翰·亨特·摩根（John Hunt Morgan）的统领参加进军俄亥俄州的突袭。陈纳德上校在1863年7月4日夺取格林河（Green River）桥的战斗中被杀，麦克维随之接过了骑兵队的指挥权。这一战结束后，麦克维在约翰·C·布雷肯里奇的推荐下晋升为中校。:793-794
肯塔基第11骑后团的大部分成员都于1863年7月17日在巴芬顿岛战役中被北军俘虏。麦克里统领约200人经过一次冲锋逃脱，但次日被遭到包围而被迫投降。麦克维首先被关押到了俄亥俄州辛辛那提的第九大街监狱，之后再转移到特拉华堡，最终到达南卡罗莱纳州的莫里斯岛，他在莫里斯岛一直关押到1863年8月下旬，然后在双方交换战俘时获释并被带到弗吉尼亚州的里士满。麦克里获得了30天的无薪假，然后又返回军队统领一个由肯塔基州和南卡罗莱纳州军人组成的营。这支部队主要都是执行侦察任务直到战争结束。:794
战后麦克里继续从事法律工作。1867年6月12日，他与费耶特县一户富裕农民的独生女凯瑟琳·休斯成婚，两人生有一子。

## 早期政治生涯
1868年，麦克里获得担任总统选举人的提名，支持民主党总统候选人霍拉肖·西摩。他谢绝了这一提名，但还是作为肯塔基州代表出席了1868年民主党全国大会:794。1869年，麦克维当选肯塔基州众议员，正式拉开了自己政治生涯的帷幕。
1871年，麦克维在没有竞争对手的情况下连任州众议员:119。这届立法会议面临的一个主题问题是辛辛那提南方铁路请求获得授权，建设一条从俄亥俄州辛辛那提穿过中肯塔基州连接田纳西州诺克斯维尔或查塔努加的铁路:54。这一要求受到其死对头路易斯维尔和纳什维尔铁路公司的反对:54，该公司向州议会申诉，理由是州外公司不应在州内获得特许，这一要求在1869和1870年都获得了成功，并且联邦国会试图授予辛辛那提南方铁路特许状的提案也被支持州权的议员否决:55-56。同时新当选的州长普雷斯顿·莱斯利在1869年担任州参议员时就反对过同意辛辛那提南方铁路请求的法案:57。1871年立法会议筹备期间，深感失意的中肯塔基州人威胁，如果这次法案再得不到通过，那么他们会在将来的选举中背离民主党:57。麦克里是法案的坚定支持者，他在这年获选成为州众议院议长，为辛辛那提南方铁路的支持者赢得了一次来之不易的胜利:57。经过批准一系列旨在给予肯塔基州法院对涉及该铁路案件的管辖权，并让肯塔基州议会能够对铁道上的活动拥有一些控制权的修订后，法案最终在州众议院以59票支持，38票反对获得通过:57。法案在州参议院的投票中形成了19比19的平局，来自新铁路将会经过的卡温顿的参议院临时议长约翰·G·卡莱尔投下同意辛辛那提南方铁路请求的决定票:58。由于法案明确表明了人民的诉求，莱斯利也没有动用他的州长否决权:58。1873年，麦克里再次在没有竞争对手的情况下连任州众议员，并再度获选成为议长:119。

## 第一个州长任期
1875的肯塔基州州长选举民主党初选在四位前邦联军人间展开，除麦克里以外，另外三位分别是约翰·斯图亚特·威廉斯（John Stuart Williams）、·斯托达德·约翰逊（J. Stoddard Johnson）和乔治··霍奇（George B. Hodge）:794。威廉斯在民主党提名大会开始时是最有望获得提名的候选人，不过他的人品受到肯塔基州西部报刊的抨击:132。最终麦克里在第四轮投票中战胜威廉斯获得了提名:132。

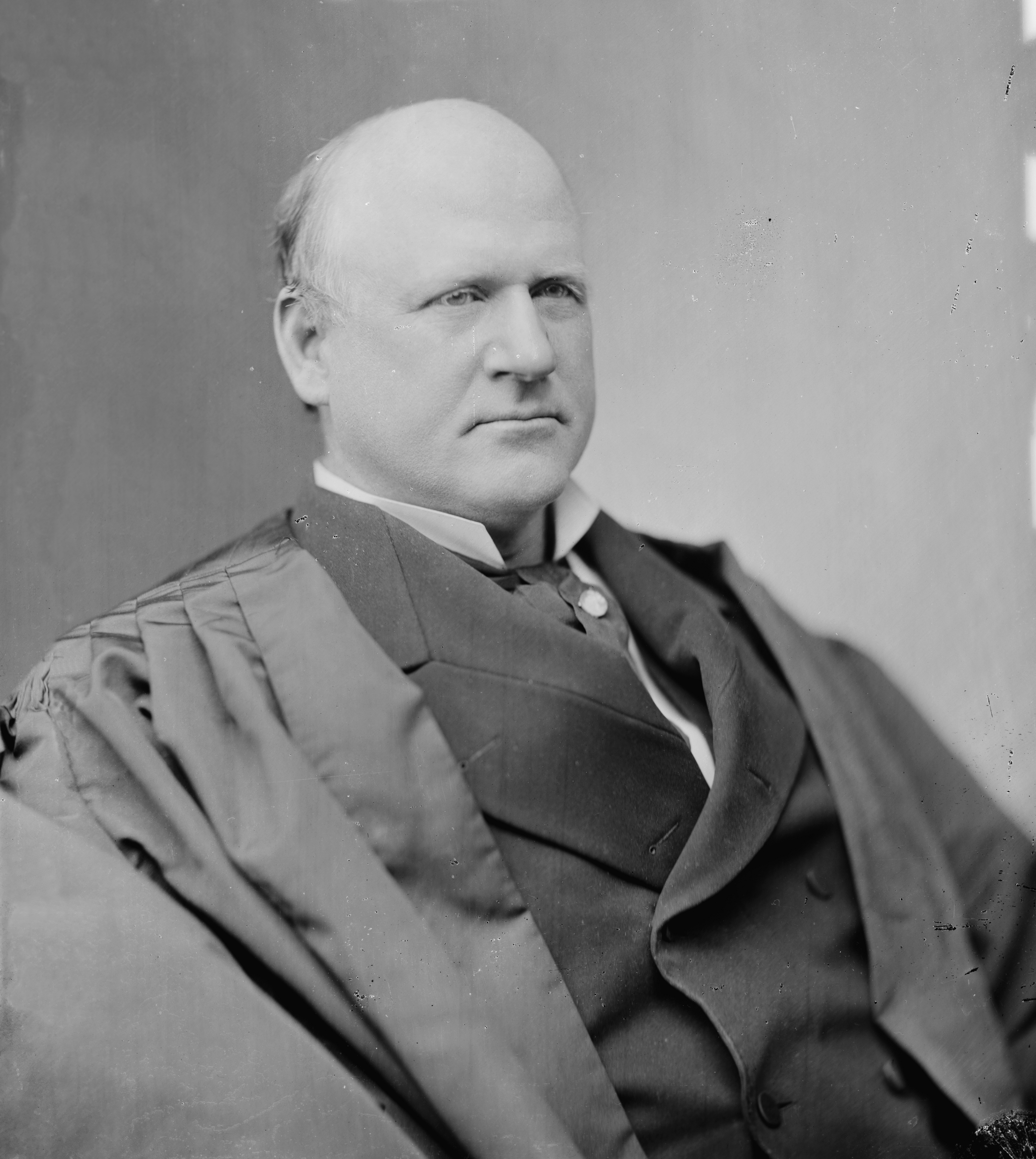
约翰·马歇尔·哈伦是麦克里在1875年肯塔基州州长选举的对手。

共和党提名的是曾在北军服役的约翰·马歇尔·哈伦:137。麦克里在两人跨越全州进行的多场辩论中强调了当时许多肯塔基州人认为共和党总统尤利西斯·辛普森·格兰特在重建时期滥用权力的心声。哈伦则通过指责州内的民主党政客于内政结束近十年后还在继续纠缠战争时期问题的方式加以反击:137，他还指责称民主党在财务上穷奢极侈，批评在任民主党州长普雷斯顿·莱斯利特赦了大批罪犯:137，宣称这都是民主党内部存在大规模腐败的证据:137。肯塔基州几乎所有的报纸都站在民主党一边，麦克里也得到了他们的坚定支持:137。之后哈伦虽然在竞选资金和宣传上都获得了一些支持，但麦克里最终还是以13万零26票比9万4236票的大幅优势轻松取胜。
麦克里当选时，他的妻子凯特成为了肯塔基州历史上最年轻的第一夫人。由于麦克里就职时州议会大厦的附属建筑已接近完工，他也因此得以把正式的州长办公室搬出原来的旧州长官邸，和家人一起住起私人住所，免受公共事务的侵扰。麦克里在旧州长官邸接受了即将离任州长莱斯利转交的州玺和行政日志，这也是最后一次有州长在这里执行公务。:55
1873年经济恐慌让选民开始集中关注经济问题:145。麦克里在州议会进行的首次演说中几乎完全侧重于经济议题，没有提供任何政府改革领域的领导和方向:145。到了晚年时，麦克里不愿在改革的关键问题上表明立场的做法也让他被人冠之以“两面派”麦克里（"Bothsides" McCreary）和“油滑的詹姆斯”（Oily Jeems）这样的绰号:218。来自州内农村和农业领域的议员对他的讲话给予积极回应，提议把最大法定利率从10%降低到6%:146。这一提案让银行家和资本家深感愤怒，也受到媒体的广泛关注，特别是《路易斯维尔信使日报》（Louisville Courier-Journal）主编亨利·沃特森（Henry Watterson）:146。最终州议会在法定利率上限上达成妥协，下调到8%:146。另一项将物业税税率从每100美元45美元降至40美元的法案受到的反对要小得多，最终也轻松得以通过:146。虽然在麦克里的坚持下，议会更多关注于对全州有普遍影响的法案，而非只对局部有影响的法案，但这次立法会议期间得到通过，并且对全州都产生了影响的法案仍然很少:106，这也受到了肯塔基州报业的普遍批评:146。
1876年立法会议期间，议员詹姆斯·布鲁（James Blue）数次提出改善肯塔基河沿岸的导航问题。布鲁承诺，投资进行这样的改善可以给肯塔基州带来多方面的好处，但俭省的议员还是否决了拨款法案。这个问题在两年一度的议会选举中引起了选民的注意，并因此在1878年立法会议时重新展开讨论。在1877年肯塔基河导航大会的推荐下，麦克维放弃了自己典型的财政保守主义作风，支持对河流沿岸的导航系统作出改善。州议会对此通过了一个基本上没有效果的法案，其中规定，如果可以在河流沿岸地区通过特别税筹集资金，肯塔基州就会提供改善所需的款项。:146, 154–156
1878年立法会议期间还提出了对铁路财产进行与其他财产同等税务评估的议题:106。之前立法会议期间提出将法定税率上限下调至6%，但实际只下调到8%，到了这届立法会议时目标终于得以实现，这让农业领域的受益者感到满意:159。这年得以通过，同时与经济没有直接关联的改革法案包括：将肯塔基大学（之后的特兰西瓦尼亚大学）中的肯塔基州农业和机械学院（之后的肯塔基大学）分离出来，以及建立州卫生委员会:106。地方性的法案再度主导了这次会议，州议会所通过的法案和决议中90%都属于这些方面军:160。
1878年，麦克里和约翰·斯图亚特·威廉斯、威廉·林赛（William Lindsay）、J·普罗克特·诺特（J. Proctor Knott）以及共和党人罗伯特·博伊德（Robert Boyd）五人一起获得竞选联邦参议员的提名。民主党这时已因本位主义四分五裂，起初无法团结起来支持其四位候选人中的任何一位。民主党议员召开了超过一星期的党团会议后终于作出了决定，取消对麦克里、诺特和林赛的提名，最终威廉斯成功当选。历史学家汉布尔顿·特普（Hambleton Tapp）认为，这些取消提名之举很可能是议员之间达成的某种协议的一部分，只是这些协议的细节（如果的确存在协议的话）始终未加公开。:157

## 国会议员
州长任期结束后，麦克里回归法律事业。1884年，他参选肯塔基州第8国会选区联邦众议员:120，其中在民主党初选中的对手有米尔顿·J·达勒姆（Milton J. Durham）和小菲利普··汤普森，两人之间都曾是该选区的众议员:120。麦克里先是在初选中击败两人，然后又在11月的普选中以2146票优势战胜共和党人詹姆斯·塞巴斯蒂安（James Sebastian）:120。这一优势也创下了民主党人在第8国会选区的新纪录:120。
担任联邦众议员期间，麦克里为肯塔基州的农业利益代言，引入组建美国农业部的法案，他亲自起草的一份包含大部分同样条款的法案也在议会期间得以通过。他还提出对《威尔逊—戈尔曼关税法》加以修订，对农具和农用机械免收关税，这一提议也获得了通过。麦克里是自由铸造银币运动的支持者，1892年，他获得总统本杰明·哈里森委任作为美国代表前往布鲁塞尔参加国际货币会议。他曾担任众议院外交事务委员会主席，并在这一期间起草法案建立旨在解决因盖兹登购地和瓜达卢佩-伊达尔戈条约产生土地诉求争议的法院。他还主张建立连通加拿大、美国和墨西哥的铁路。1890年，麦克里支持了一项授权召开首届泛美会议的法案，还提倡于1893年在首都哥伦比亚特区召开泛美医学会议。他还撰写了一份报告，宣布美国对欧洲在连接大西洋和太平洋运河上的所有权抱敌视态度，并且支持通过立法授权美国总统打击报复那些骚扰美国渔船的外国船只。:795

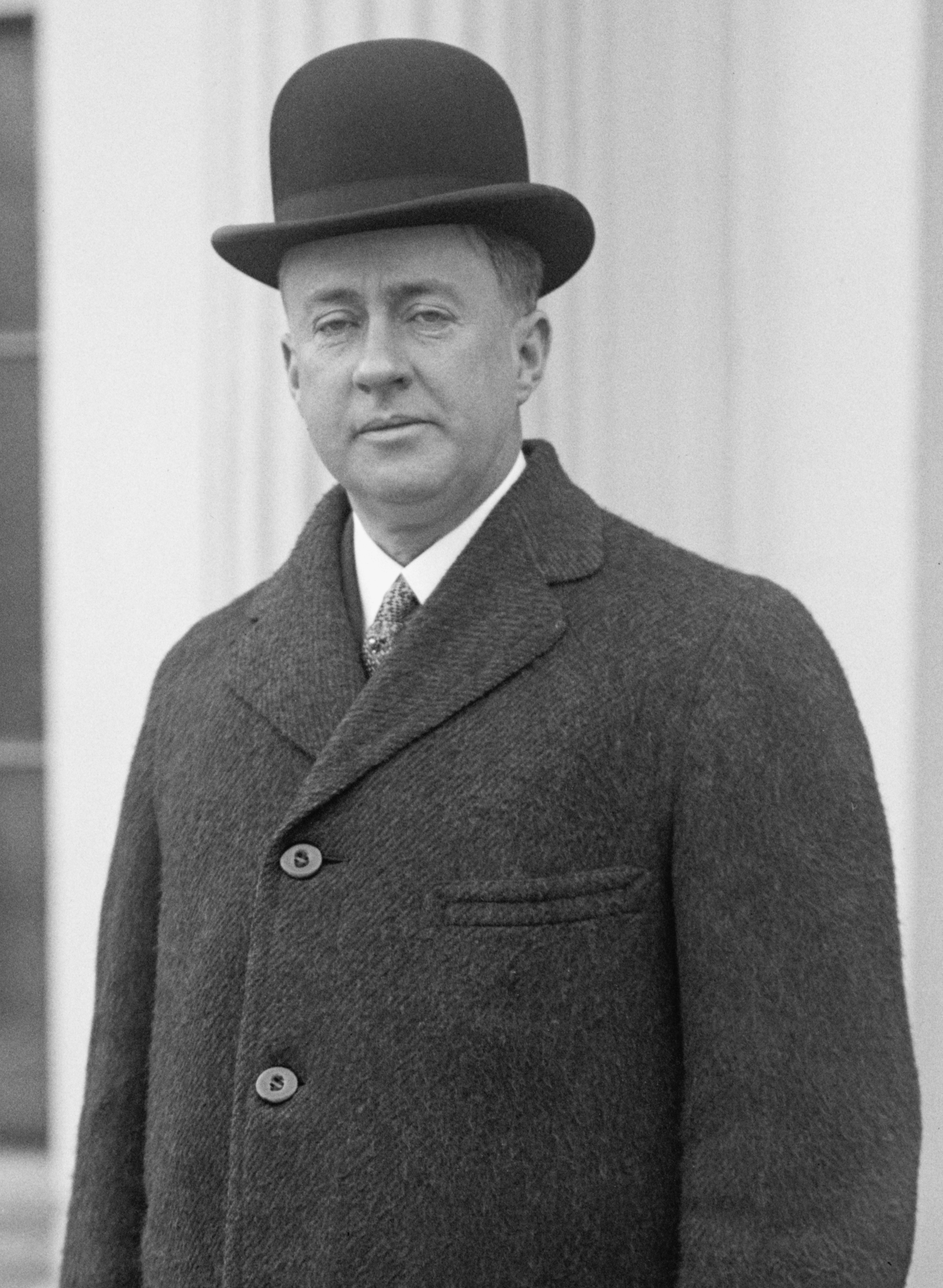
J·C·W·贝克汉姆继任了麦克里的联邦参议员席位。

1890年，肯塔基州的另一位联邦参议员詹姆斯··贝克（James B. Beck）在任上去世，麦克里再度成为继任候选人:251。民主党各个派别还分别提名了约翰··卡莱尔、·普罗克特·诺特、威廉·林赛、拉班··摩尔（Laban T. Moore）和埃文··塞特尔（Evan E. Settle），共和党人则提名了赛拉斯·亚当斯（Silas Adams）:251-252，最终卡莱尔在第九轮投票中胜出:252。麦克里继续担任联邦众议员直到1896年，这时他已连续五次获得连任，寻求第六度连任没有成功。同年他还成为众多参选参议员的人选之一，但始终没能获得超过13票的支持:356。这以后，麦克里回到里士满，重新开始从事法律工作。
麦克里在充满争议的1899年肯塔基州州长选举期间选择支持民主党人威廉·格贝尔:429。1900至1912年，他连续4次代表肯塔基州参加民主党全国大会。1902年，在任州长·贝克汉姆及其精力打造的政治机器都支持麦克里当选联邦参议员:205。他的对手是6年前以折衷人选形式获选的在任参议员威廉··德博伊，也是肯塔基州历史上的首位共和党联邦参议员:205。德博伊当选后没有花多大力气来确保州议员对自己的支持，所以麦克里最终以95票对30票轻取对手:205。当选参议员后，麦克里投桃报李，支持贝克汉姆在1903年竞选连任州长，后者也成功当选:206。麦克里的参议员任期总体上平淡无奇，他继续倡导自由铸造银币，并试图推进肯塔基州的农业利益。
麦克里的参议员任期于1908年结束，这年贝克汉姆的州长任期也走到了终点。贝克汉姆非常希望能在当完州长后马上开始担任联邦参议员，于是说服自己的民主党盟友在1906年举行的初选上选好党派的州长和参议员提名人选，这时距州长选举还有整整一年，联邦参议员选举更是还有两年。这样，初选可以在他还担任州长时进行，他就能利用自己在党内仍然保有的影响力来确保获得提名。麦克里于是与约瑟夫·克莱·斯泰尔斯·布莱克本（Joseph Clay Stiles Blackburn）、亨利·沃特森等贝克汉姆的反对者结盟，希望能在初选中保住自己的席位。竞选期间，他指出自己在全国性事务上有丰富的经验，这和年纪尚轻，并且在全国性政治舞台上缺乏经验的贝克汉姆完全相反。贝克汉姆则通过援引自己强烈支持禁酒的立场加以反击，因为麦克里在这个问题上的立场更为温和。贝克汉姆还通过初选而不是提名大会来获得支持，声称这给予了选民选择一个代表肯塔基州的人的机会。最终贝克汉姆以11000票的大幅优势主导了初选，使得任期还剩下两年的麦克里成为一只跛脚鸭。:210-211

## 第二个州长任期和逝世
虽然贝克汉姆将麦克里挤出了联邦参议院，但两人还是在1911年再度结盟，贝克汉姆支持年势渐长的麦克里获得民主党州长候选人提名:218。不过，两人和解究竟是因为麦克里想要确保获得提名，还是贝克汉姆向麦克里予以补偿，以期对后者在州长任期内的作为产生重大影响这一问题还没有一致结论:218。最终麦克里在民主党初选中以25000票的优势击败威廉·亚当斯（William Adams）获得提名:298。
共和党提名的候选人爱德华··奥里尔（Edward C. O'Rear）是一位法官。两人在许多问题上的立场都基本相同，都支持像直接选举联邦参议员、不受党派影响的司法机构以及建立公共事业委员会之类的渐进式改革:218-219。麦克里也改变了自己在酒类问题上的立场，改为支持贝克汉姆的禁酒思想，这也与共和党不谋而合:219。奥里尔声称，民主党早就应该颁布这些其党纲中倡导的改革，不过他完全针对麦克里个人的批评则是指称后者是贝克汉姆及其盟友的马前卒:219:299。
麦克里指出，奥尼尔口口声声支持初选，但他自己就是通过党派提名大会而非初选来得到提名:299。他指责奥里尔在竞选州长期间仍然在拿当法官的工资:219，还以1899年州长选举中威廉·格贝尔遭到刺杀的变故声称共和党的行事原则就是“暗杀、流血冲突和无法无天”:219。受到格贝尔谋杀案幕后主使指控的前州务卿凯莱布·鲍尔斯（Caleb Powers）先后三次被法庭认定罪名成立，之后他获得共和党州长奥古斯都··威尔逊的豁免，甚至在前不久获选成为国会议员:219。麦克里还进一步抨击了共和党总统威廉·霍华德·塔夫脱的关税政策:219，最终他在普选中获得了22万6771票，以较大优势战胜得票19万5435的奥里尔:219。另外还有多位小党派候选人获得了少数选民支持，如社会党人沃尔特·兰弗西尔克（Walter Lanfersiek）就获得了8718票，占总票数的2%:219。

### 建筑新州长官邸

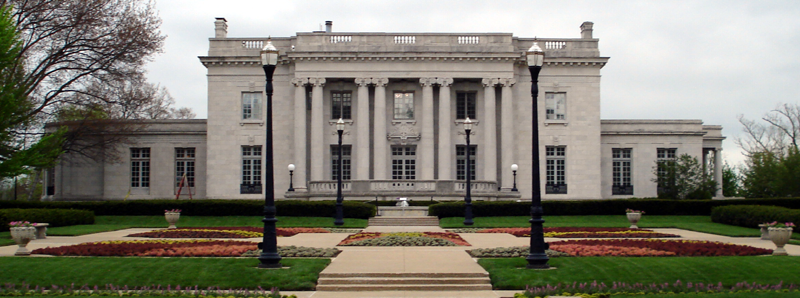
现在的肯塔基州长官邸就是在麦克里第二个州长任期时建设的。

麦克里第二个州长任期最早签署的法案之一就是批准拨款7.5万美元建设新的州长官邸。州议会指派了包括麦克里在内的五人组成一个委员会，对官邸的建设进行监管。州长在这一过程中发挥了很大的影响力，例如在建设规划中把一间温室改成宴会厅，还选择了一位自己故乡里士满的承包商来对建设的监督加以协助。不断变化的社会思潮也对施工产生了影响，原本仓促建成的的马车房很快就予以废弃改建成车库。:89, 93
官邸于1914年建成。由于麦克里的夫人在他第二任州长任期开始前就已过世，所以他的孙女，还在维斯理学院进修的哈里特·纽贝里·麦克里（Harriet Newberry McCreary）也就在自己暑假期间成为这里的第一位女主人。哈里特返校期间则由爷爷的管家珍妮·肖（Jennie Shaw）担任女主人。麦克里授权将旧官邸通过拍卖销售，但最终的成交金额仅13,600美元，官邸委员会认为有欠公平未予接受:80–81, 84。

### 逐步改革
1912年立法会议期间有多项麦克里倡导的渐进式改革法案得以通过，如允许女性在学校董事会选举中投票、强制进行直接初选，以及允许全州各县在是否要禁酒的问题上予以自决。麦克里指派了一个税收委员会对税收制度进行研究，还指派了一个评核与估值委员会来对企业财产做出更现实的评估。他建立了用于监管州内银行业和高速公路的行政部门，还让州议会通过跨党派投票建立了肯塔基州公共事业委员会:302。会期结束前不久，肯塔基州建立了以他的姓氏命名的麦克雷里县，这也是肯塔基州120个县中最年轻的一个:220。
1914年立法会议期间，麦克里获得的成绩非常有限。他倡导全方位工伤赔偿法律虽然在州议会通过，但之后却因违宪而宣告无效:224。他还建议规定所有的竞选捐款和开支必须完全公开，但州众议院投票将其发回参政权和选举委员会，法案也从此沓无音讯:301。不过，麦克里支持的一项旨在限制对州议会进行游说的法律虽然没能得到通过，但议员还是对他的这一倡导予以响应，对那些可能在立法会议期间出现在议会两院的人予以严格的限制:108。这年议会还通过了一些教育领域的改革方案，如将学年延长，对儿童实行强制入学，还组建了教科书委员会协助地方学校董事会选择采用教科书:303-304，公立学校的开支额度也增加了25个百分点。
1914年，麦克里参与了与另外两位人选争夺民主党联邦参议员提名的竞争，这也是这年立法会议效率不高的一个重要原因。另外两位主要候选人分别是前州长贝克汉姆和奥古斯都··斯坦利，还有一位候选人大卫··史密斯（David H. Smith）很早就退出了竞争。麦克里在竞选过程中兜售自己的成就，谈论起自己的对手时也很亲切，没有横加指责，而贝克汉姆和斯坦利则恰恰相反，竞选中处处反映出对各个对手的敌意。没有了之前州长竞选中帮助自己获得提名的贝克汉姆政治机器的支持，麦克里在这场竞争中实际上毫无胜算。最终贝克汉姆以72,677票胜出，斯坦利得到了65,871票，麦克里则只有20,257票。:224-225
第二任州长任期结束后，麦克里继续回归执业律师工作。1918年10月8日，詹姆斯·贝内特·麦克里在故乡里士满逝世，享年80岁:109，最终落叶归根，下葬在里士满公墓。

## 扩展阅读
- Gorin-Smith, Betty Jane. . Louisville, Kentucky: Harmony House Publishers. 2006. ISBN 978-1-56469-134-7.
- Malone, Dumas. .  12. New York City, New York: Charles Scribner's Sons. 1937.
- McCreary, James B. . The Register of the Kentucky State Historical Society. 1935-04, 33 (103): 97–117.
- McCreary, James B. . Washington, D. C.: Peace and Arbitration League. 1909.